# Ochthebius angusi
Ochthebius angusi är en skalbaggsart som beskrevs av Manfred A. Jäch 1994. Ochthebius angusi ingår i släktet Ochthebius och familjen vattenbrynsbaggar. Inga underarter finns listade i Catalogue of Life.